# Östra Gloppet
Östra Gloppet är en fjärd i Finland. Det ligger i landskapet Österbotten, i den västra delen av landet, 400 km norr om huvudstaden Helsingfors.
Östra Gloppet ligger mellan Mickelsörarna i nordväst och Västerö i sydöst. I sydväst sträcker den sig ner till Harapois och Värlax i Korsholm. I nordöst övergår den i Bottenviken vid Hällgrund.